# حملة الخليج الفارسي 1819
حملة الخليج الفارسي 1819 أو الحملة البريطانية الرابعة على القواسم 1819 هي حملة عسكرية شنتها كل من الإمبراطورية البريطانية وسلطنة مسقط ضد القواسم عام 1819م.

## الخلفيَّة

### المرحلة الأولى من الحملة
تلقى اللواء كير،(1) في 27 أكتوبر 1819 التعليمات الأولية حول المهام المُباشرة للحملة وهي كالتالي:
- تحريك القوات البريطانية إلى رأس الخيمة.
  - تدمير أسطول القواسم المُتواجد في رأس الخيمة دون النظر إلى نوع السفن سواء كانت حربية أو تجارية.
    - تدمير كافة القواعد العسكرية والحصون القاسمية على الساحل.
    - بالإضافة إلى عدم زج قواته في معركة مع القواسم وذلك من خلال إرسالها إلى مسافات بعيدة عن الساحل أكثر مما هو ضروري لتدمير سفنهم في موانئها.

وعليه؛ فقد كانت الأوامر المسندة إلى كير تنص على أنه بعد تنفيذ المهام المُباشرة يجب عليه الانتقال بالقوات إلى أم القيوين، والرمس، الجزيرة الحمراء، وعجمان، والشارقة، وإلى أي ميناء يقع على الساحل يمكن أن يكون تابع  للقواسم وتدمير كافة السفن الموجودة فيه ومن ثم مهاجمة الموانئ الواقعة عبر الساحل الفارسي.
بلغ عدد القوات البرية التي شاركت في الحملة 3547 جنديًا، منهم 1453 أوروبيًا، و2094 سباهيًا، وكان توزيع الأوروبين على الشكل التالي: 95 رجلًا من قوات المدفعية، و1358 جندي مشاة منهم:585 من فوج المشاة الملكي الرابع، و773 من فوج المشاة الملكي الخامس والستين.
أما السباهيون «جنود هنود»  بلغ عددهم 2094 كان منهم 800 عنصر من الفرقة الثانية، و800 من الفرقة الثالثة، و200 من وحدات من الكتيبتين الأولى والثانية، و200 من مشاه البحرية، و94 من عناصر الاستطلاع.
كما ضمت القوات البحرية التي شاركت في الحملة مجموعة من السفن ومنها: «فرقاطة العلم (القيادة) الملكية ليفربول (بالإنجليزية: Liverpool)‏ (ذات 50 مدفعًا) بقيادة الكابتن "فرنسيس أغسطس كوليير" (بالإنجليزية: F.Augstus Collier)‏ قائد القوات البحرية في الحملة،  والفرقاطة "إيدن" (ذات 26 مدفعًا)، والفرقاطة كيرلو (بالإنجليزية: Culew)‏ ذات 18 مدفعًا، والطراد الحربي تايكنماوث (ذو 16 مدفعًا)، السفن الحربية: بناريس (ذات 16 مدفعًا)، وأورورا (ذات 14 مدفعًا)، ونوتيلوس(ذات 14 مدفعًا)، وأريال(ذات 10 مدافع)، وفستال (ذات 10 مدافع)، وتيرنت (ذات 16 مدفع)،  وميركوري (ذات 14 مدفع)، وبسيج (ذات 10 مدافع). » بالإضافة إلى ذلك كانت الحملة تضم 18 سفينة لنقل القوات والقادم والذخيرة.
في 3 نوفمبر 1819، خرج هذا الأسطول من بومباي إلى الخليج العربي حيثُ توجهت سفينة العلم ليفربول إلى مسقط، بينما توجهت بقية السفن إلى منطقة التحشد في جزيرة قشم. وعليه؛ فقد شكلت هذه القطع الحربية أكبر أسطول بريطاني يشهده الخليج العربي في ذلك الحين.
في 13 نوفمبر، وصلت الفرقاطة ليفربول إلى مسقط. وفور وصولها عُقد اجتماع ضم القائد العام للحملة البريطانية اللواء وليم جرانت كير، ومواطنة الكابتن كوليير-قائد القوات البحرية، وحاكم مسقط سعيد بن سلطان. وخلال الاجتماع تعهد حاكم مسقط بدعم الحملة بثلاث سفن حربية، بالإضافة إلى أربعة آلاف مقاتل، إلى جانب 75 قاربًا لتنفيذ العمليات الصغيرة ونقل الجنود إلى الساحل.
في 2 ديسمبر، أقلع الأسطول باتجاه رأس الخيمة حيثُ كانت ترافقك فرقاطتان مسقطيتان تحملان 600 مقاتل كانت بقيادة سعيد بن سلطان.(2) وفي صباح اليوم نفسه وصلت السفن الأربعة وبذلك اجتمعت القوة البريطانية بأكملها  واستعدت لبدء الهجوم.
في فجر 3 ديسمبر، بدأت عملية الإنزال وفي فجر اليوم التالي، الرابع من ديسمبر فتحت المدفعية نيرانها الكثيفة على مواقع العرب حيثُ تمكنت الوحدات الأمامية من الفوج 47 من الاستيلاء على مرتفع يبعد مسافة 900 ياردة عن تحصينات القواسم، حيثُ تعرضت مواقع العرب لقصف مدفعي مستمر من البر والبحر. ونجح الإنكليز في إقامة تحصينات ميدانية كانت من أكياس الرمل. ازدادت المعارك ضراوة في صباح اليوم التالي، الخامس من ديسمبر وسقط ما لا يقل عن 90 رجلاً من القواسم. وفي 8 ديسمبر استمر الإنكليز في القصف المدفعي للمدينة ولم يهدأ حتى في الليل وفي صباح اليوم التالي أحدث القصف ثغرة كبيرة في سور القلعة وعليه؛ فقد استعدت القوات البريطانية لاقتحامها، وعند إعطاء إشارة الاقتحام خرج الجنود من مساندهم واندفعوا إلى الثغرة. حيثُ وضح لو (بالإنجليزية: Low)‏ في هذا الصدد: «كانت خيبة أمل الجنود الإنكليز كبيرة عندما لم يجدوا في المدينة ما يسلبونه؛ فقد أخذ القواسم معهم كل ما هو ثمين. ولم يتركوا سوا الماشية. ومع ذلك كان الجنود الإنكليز يشاهدون وهو يسوقون الماعز والعجول إلى الساحل خمسة، وعشرة وعشرين. إلى أن جرى تحميل السفن بقطعان الماشية بحيث لم تعد تتسع لشيء. وفي المدينة أُنزل علم القواسم، ورفع محله العلم البريطاني.»
بعد سقوط عاصمة القواسم بدأت الاستعدادت لمهاجمة الرمس الواقعة على بعد ستة أميال شرق رأس الخيمة والتي كان يحكمها أحد شيوخ القواسم القبلي حسن بن علي. حيثُ جرى إرسال السفن «كيرلو» و«أورورا» و«نوتيلوس»، وعند الاقتراب من المدينة لاحظ الإنكليز أن سكانها قد غادروها إلى «قلعة ضايا» الواقعة في التلال، وقد قُدر عدد المقاتلين في هذه القلعة بنحو 400 مقاتل كانوا بقيادة حسين بن علي.(3)
في 19 ديسمبر بدأ الهجوم على القواسم في قلعة ضايا، حيثُ أخذت مدافع المورتير تقصف القلعة حيثُ تبين للإنكليز أن تحصين القلعة كان أقوى مما كان متوقعًا. وفي اليوم التالي حقق المهاجمين بعض النجاح حيثُ أنهم تمكنو من محاصرة القلعة بجميع جهاتها، وجرى إحضار مدافع عيار 24 باوند ومدفعين-12  باوند من الفرقاطة ليفربول. ونصب مدفعان من عيار 24 باوند أمام القلعة من جانبها الشمال الشرقي بينما جرى نصب مدفعين آخرين عيار 12 باوند في الجهة الغربية لها.،
وفي 22 ديسمبر، الساعة الثامنة والنصف فتحت المدافع نيرانها الغريزة وبعد ساعتين من القصف المتواصل جرى إحداث ثغرة في جدران القلعة. وعليه؛ فقد استعد الجنود  الإنكليز لاقتحامها ولكن شوهدت الرايات البيض ترتفع في القلعة أعلن المحاصرون الاستسلام بشرط الإبقاء على حياتهم.
في الساعة الواحدة ظهرًا احتلت القوات البريطانية القلعة، ورفعت العلم البريطاني. وجرى تحميل الأسرى في السفن، جيثُ بلغ عددهم 1398 وذلك لنقلهم إلى رأس الخيمة.
يعد تدمير جميع التحصينات في الرمس، عاد الإنكليز إلى معسكرهم في رأس الخيمة. حيثُ وصف أحد ضباط الإنكليز الذي شاركوا في العملية الأخيرة عاصمة القواسم بالقول:«عندما عدنا إلى رأس الخيمة وجدناها مُدمرة تمامًا. فقد قام الجنود والبحارة بتدمير الأبراج، وهدم المنازل.»

## الاتفاقية الأولية والمعاهد العامة عام 1820
في بداية يناير عام 1820، حظر إلى معسكر اللواء الإنكليزي وليم جرانت كير عدد من الشيوخ العرب البارزين منهم: الشيخ سلطان بن صقر، وشيخ أبو ظبي شخبوط بن ذياب، وشيخ دبي محمد بن هزاع،(4) وشيخ جزيرة الحمرا قضيب بن أحمد، وشيخ رأس الخيمة حسن بن رحمة، وشيخ الرمس حسين بن علي حيثُ أبدوا رغبة بعقد صلح مع الإنكليز.
وعليه؛ فقد وقع كل هؤلاء الشيوخ على تعهد أو كما يسمية الإنكليز اتفاقية أولية أو اتفاقية تمهدية قبل أن يتم السماح لهم بالانضمام إلى معاهدة سلام عامة. حيثُ جاء في الاتفاقية الأولية بين اللواء جرانت كير والشيخ سلطان بن صقر، أن على الشيخ سطان تسليم كل ما لديه من سفن  وقلاع، بالإضافة إلى تسليم أسرى هنود كان القواسم قد أسرهم إلى الإنكليز. أما الاتفاقية التي وقعها محمد بن هزاع كانت تختلف قليلاً عن الاتفاقية التي وقعها سلطان بن صقر، حيث أن اللواء كير أبقى لمحمد  بن هزاع  على أسطوله وقلاعه إرضاءً لسلطان مسقط الإمام سعيد بن سلطان الذي بعث إلى اللواء كير يوصيه خيرًا بالشيخ محمد.

## الهوامش
- «1»: فوضت حكومة بومباي إلى اللواء كير حقوقًا سياسية كبيرة، حيثُ أوكلته باتخاذ ما يراه مناسبًا من قرارات سياسية حول الحملة.
- «2»:وصلت القوات البرية العمانية بعد الانتهاء من المعركة وعليه؛ لم تشارك بشكل مُباشر في معركة رأس الخيمة.
- «3»: تُعد هذه القلعة نقطة مُهمة وذلك من الناحية الإستراتيجية حيثُ أنها تُشكل المفتاح الشمالي لرأس الخيمة بالإضافة إلى أنها تُشرف على عدد من الممرات والتلال ويمكن من خلالها مراقبة الطريق الساحلية المؤدية إلى عاصمة القواسم.
- «4»: كان الشيخ محمد بن هزاع قاصرًا في التاسعة من عمره، ولذلك كان يرافقة عمه الوصي زايد ابن سيف.